# Paweł Barański (architekt)
Paweł Barański ( ur. 1813, zm. 8 kwietnia 1876 w Krakowie) – krakowski architekt.

## Życiorys
Ukończył studia na Uniwersytecie Jagiellońskim. W 1835 roku został zatrudniony w Dyrekcji Budownictwa Krakowskiego. W latach 1842–1845 pracował jako budowniczy akademicki. Potem pracował w Dyrekcji Budownictwa, a po podziale przeszedł do Urzędu Budownictwa Miejskiego.
Współpracował z Karolem Kremerem przy przebudowie Collegium Maius, restauracji kościoła Św. Katarzyny i według jego planów przebudował klinikę przy ulicy Kopernika 7 (ok. 1850).
Zajmował się odbudową Krakowa po pożarze 1850 roku. Odbudował jatki rzeźnicze przy ulicy Stolarskiej (1855), pałac Larischa (przed 1861), pałac Biskupi (1865–1868), kamienicę Fischera przy Rynku Głównym.
Gdy w 1864 roku Gmina Miasta Krakowa zakupiła pałac Wielopolskich na siedzibę magistratu w latach 1865–1868 przygotował projekt i kierował przebudową budynku. W ramach remontu na II piętrze z dawnej sali balowej powstała sala posiedzeń Rady Miejskiej, wejście od strony placu Wszystkich Świętych, a na parterze biura.
Mieszkał przy ulicy Starowiślnej 74. Został pochowany na cmentarzu Rakowickim.